# James Bradley
James Bradley (Sherborne, ožujak 1693. – Chalford, 13. srpnja 1762.), engleski astronom. Ravnatelj Zvjezdarnice Greenwich (od 1742. do 1762.), naslijedivši Edmonda Halleyja. Godine 1728. otkrio aberaciju svjetlosti zvijezda i rastumačio je godišnjim gibanjem Zemlje, a 1748. nutaciju ili uvrtanje Zemljine osi, koju je povezao s Mjesečevim utjecajem. Određivao atmosfersku refrakciju i promjere planeta. Zaključio da zvjezdana paralaksa mora biti manja od 1˝. Član je Kraljevskog društva od 6. studenoga 1718. Za svoj rad dobio je 1748. Copleyjevu medalju. 

## Aberacija svjetlosti
U potrazi za paralaksom zvijezda (zviježđe Zmaj), Bradley je otkrio pomake zvijezda na nebu koji nastaju zbog gibanja Zemlje oko Sunca i zbog konačne brzine svjetlosti. Pojava se sastoji u tome što pokretni promatrač ne vidi izvor svjetlosti u smjeru u kojemu bi ga vidio kada bi bio u stanju mirovanja. Slično je i u svakodnevnom životu. Kada pada kiša, ako stojimo onda držimo kišobran okomito. Kada se krećemo, naginjemo kišobran prema naprijed u smjeru kretanja, da nam kiša ne smoči noge. 
Zemlja se giba u snopu paralelnih zraka svjetlosti zvijezde (zvijezda je gotovo na beskonačnoj udaljenosti). Zemlja neprestano mijenja svoj smjer kretanja u odnosu na smjer svjetlosti zvijezde. Ako se pogleda primjer sa slike gore, Zemlja se giba prema izvoru svjetlosti u prosincu i odmiče se u smjeru svjetlosti u lipnju, pa nije potrebno naginjati teleskop za promatranje zvijezde. U ožujku i rujnu treba najviše naginjati teleskop (kut aberacije) da bi se zvijezda promatrala. Između ožujka i lipnja, na primjer, treba smanjivati kut naginjanja dalekozora, dok ponovno u lipnju dalekozor treba biti usmjeren izravno u zvijezdu. 
Za vrijeme u kojem svjetlost u ožujku prevaljuje put c ∙ t, teleskop se okomito pomakne za put v ∙ t. Najveći kut nagiba daje konstantu aberacije:
{\displaystyle \tan(k)={\frac {v\cdot t}{c\cdot t}}={\frac {v}{c}}}
gdje je: k – konstanta aberacije, v – brzina kretanja Zemlje oko Sunca i c – brzina svjetlosti. Uzmemo li stvarne vrijednosti: v = 29,8 km/s i c = 299 792 km/s, dobivamo da je k = 20,5" (lučnih sekundi).
Zbog toga što je aberaciji svjetlosti povod godišnje gibanje Zemlje oko Sunca, ona se naziva još i godišnjom aberacijom. Dnevna aberacija, koja se javlja zbog Zemljine vrtnje oko vlastite osi, mnogo je manji učinak, ali još ipak mjerljiv.

## Nutacija ili uvrtanje Zemljine osi
Promjenama uzajamnih položaja Sunca, Zemlje i Mjeseca mijenjaju se i gravitacijski utjecaji Mjeseca i Sunca na Zemlju. Posljedica toga je periodično gibanje osi Zemlje oko njenog srednjeg položaja koju nazivamo nutacija. Ophodno vrijeme iznosi 18,6 godina. Nutacija ima veći broj čimbenika različitog perioda i amplitude. Nebeski svod se kreće po krivulji, koja je rezultanta uzajamnog djelovanja rotacije, precesije i nutacije.